# Fontenai-sur-Orne
Fontenai-sur-Orne är en kommun i departementet Orne i regionen Normandie i nordvästra Frankrike. Kommunen ligger i kantonen Argentan-Ouest som tillhör arrondissementet Argentan. År 2018 hade Fontenai-sur-Orne 316 invånare.

## Befolkningsutveckling
Antalet invånare i kommunen Fontenai-sur-Orne
| Referens: INSEE |